# Egida Giordani Sartori
Egida Giordani Sartori, née le 14 septembre 1910 à Feltre et morte le 30 juillet 1999 à Rome, est une claveciniste et professeure de musique classique italienne.

## Biographie
Egida Giordani Sartori naît le 14 septembre 1910 à Feltre et commence à étudier le piano à l'âge de trois ans avec sa mère,. Elle donne son premier récital pour un membre de la famille royale de Savoie alors qu'elle a quatre ans. À cinq ans, elle est la première plus jeune élève admise au Conservatoire Benedetto Marcello de Venise, où elle se produit dans un fameux duo violon/piano avec Nino Sanzogno, un autre jeune prodige. Des difficultés personnelles et la Seconde Guerre mondiale interrompent ses activités musicales. Finalement, elle découvre le clavecin et suit les cours de Ferruccio Vignanelli (it) au conservatoire Sainte-Cécile de Rome. Elle donne son premier récital de clavecin à Prague.
Egida Giordani Sartori joue un grand rôle dans la découverte du clavecin et de son répertoire. Ses recherches musicales mettent en lumière la musique vénitienne du XVIII e, en particulier celle de Galuppi. Elle enseigne le clavecin aux conservatoires de Venise, Milan et Rome, et pendant vingt ans elle donne des classes de maître et des concerts sur l'île de San Giorgio Maggiore à Venise. Ces programmes sont organisés à travers l'Associazione Clavicembalistica Italiana, qu'elle fonde et dirige, avec le soutien de la Fondation Cini. 
Elle publie un livre de souvenirs sur son enfance et son amitié avec Toti Dal Monte Le mie memorie con Toti Dal Monte.
Egida Giordani Sartori meurt le 30 juillet 1999 à Rome.